# كريس دوتي
كريس دوتي هو صحفي ومؤرخ كندي، ولد في 8 سبتمبر 1966، وتوفي في 2 فبراير 2006 بسبب شنق.